# Pholcus quinquenotatus
Pholcus quinquenotatus is een spinnensoort uit de familie trilspinnen (Pholcidae). De soort komt voor in Sri Lanka en Ambon.